# 米米CLUB大全集Vol.7 SHARISHARISM 7 Kick-Knock
『米米CLUB大全集Vol.7 SHARISHARISM 7 Kick-Knock』（キック・ノック）は、米米CLUBのライブ・ビデオ。1989年7月21日発売。発売元はCBSソニー。

## 解説
SHARI SHARISM 7 ツアー「KICK KNOCK」 at 東京ベイNKホールのコンサートを収録。
- 「いいじゃん」は、バービーボーイズ「負けるもんか」のパロディ、歌うは石井兄妹こと「バービーブー」。横浜アリーナ公演では本家・杏子がサプライズ出演。
- カヴァーの「東京砂漠」、横浜では「横浜砂漠」として披露。
- 「あ！あぶない！」のソウルトレインコーナー、よく見るとJ. Oのメイクが異なる時がある。

## 収録曲
1. Shake Hip!
2. Kick Knock
3. J.O登場/Kick Knockのテーマ
4. Oh! 米 God!
5. あ!あぶない!
6. トラブル・フィッシュ
7. ガオー!
8. Kung-Fu Lady
9. 東京砂漠
10. KOME KOME WAR
11. いいじゃん